# Хехберг
Хехберг (њем. Höchberg) град је у њемачкој савезној држави Баварска. Једно је од 52 општинска средишта округа Вирцбург. Према процјени из 2010. у граду је живјело 9.437 становника. Посједује регионалну шифру (AGS) 9679147.

## Географски и демографски подаци
Хехберг се налази у савезној држави Баварска у округу Вирцбург. Град се налази на надморској висини од 280 метара. Површина општине износи 7,6 km². У самом граду је, према процјени из 2010. године, живјело 9.437 становника. Просјечна густина становништва износи 1.250 становника/km².

## Међународна сарадња
| Мјесто        | Држава    | Врста сарадње | Од    |
| ------------- | --------- | ------------- | ----- |
| Бастија Умбра | Италија   | партнерство   | 1989. |
|               | Француска | партнерство   | 1977. |
| Извор         |           |               |       |